# Moses Asch
Moses Asch, genannt Moe (* 2. Dezember 1905 in Warschau, Kongresspolen, Russisches Kaiserreich; † 19. Oktober 1986 in New York) war ein US-amerikanischer Plattenproduzent.

## Leben

### Kindheit und Emigration
Geboren wurde Asch als Sohn des bekannten jüdischen Literaten Schalom Asch und jüngerer Bruder des proletarischen Schriftstellers Nathan Asch. Die ersten Jahre seiner Kindheit verbrachte er in Paris. Als sich 1914 der Ausbruch des Ersten Weltkrieges abzuzeichnen begann, verließen seine Eltern Frankreich und emigrierten in die USA, wo sie sich in New York City niederließen. Diese Stadt blieb für Moses Asch mehr oder weniger sein ganzes Leben lang das Zuhause.

### Jugendjahre
Als Jugendlicher begann sich Asch für Radiotechnik zu interessieren und ging Anfang der zwanziger Jahre nach Deutschland, wo er in der Nähe von Wiesbaden eine Ausbildung zum Elektroingenieur absolvierte. 1926 kehrte er in die USA zurück und geriet im Zuge der Lieferung von Lautsprecheranlagen eher zufällig in die Plattenbranche.

### Beginn der Aufnahmetätigkeit
Im Jahr 1935 richtete Asch ein Tonstudio ein und nahm dort das allererste Album mit Kinderliedern auf, die zeitlebens sein Lieblingsgebiet bleiben sollten. 1939 machte sich Asch – ermuntert durch Albert Einstein und andere jüdische Freunde – selbstständig und gründete in New York die Firma Asch Recordings. In Folge erschien bei dem neuen Label als erste Einspielung das Album Jewish Folk Songs von den Bagelman Sisters. Zur Platte gab es ein ausführliches Textheft, das ab nun jedem von Asch veröffentlichten Album beigelegt wurde.
Nachdem sich Asch in den ersten Jahren seiner Tätigkeit nur um das jüdisch-amerikanische Publikum gekümmert hatte, ergaben sich ab 1941 durch die ersten Aufnahmen mit dem Blues-Sänger Leadbelly neue Perspektiven. Asch traf bald darauf erstmals Woody Guthrie, der im Lauf der nächsten Jahre eine ganze Reihe von Platten für ihn einspielte. 1942 machte Pete Seeger seine ersten Aufnahmen für Asch. Ebenso wurde anderen Musikern, die wie Asch selbst der linken Popular Front nahestanden, eine Stimme gegeben. Indem Asch diesen politisch links und gesellschaftskritisch eingestellten Künstlern, die von den Major Labels nicht beachtet wurden, eine Möglichkeit zur Veröffentlichung ihrer Musik und ihrer politischen Ansichten bot, entwickelte er sich im Lauf der Jahre zu einer zentralen Figur der linken Szene und des Folk-Revivals in den USA. Mitte der 1940er Jahre hatte Asch auch Jazzmusiker wie Mary Lou Williams unter Vertrag. Mit dem Album Zodiac Suite der Pianistin begann auch der Illustrator David Stone Martin für Asch zu arbeiten.

### Wirtschaftliche Probleme
Vom wirtschaftlichen Standpunkt her konnte Asch Recordings jedoch nicht reüssieren. 1941 musste Asch Konkurs anmelden. 1946 gründete er eine neue Plattenfirma, die unter dem Namen Disc Label firmierte. Bei Disc entstanden Aufnahmen mit Musikern wie Woody Guthrie, Cisco Houston, Josh White, Sonny Terry, Brownie McGhee und vielen anderen.
1947 musste Asch nach einem finanziellen Misserfolg mit Nat King Cole abermals Konkurs anmelden. Trotz dieses neuerlichen Fehlschlags gründete er 1948 mit seiner langjährigen Geschäftspartnerin und Sekretärin Marian Distler Folkways Records.

### Folkways Records
Wie schon von Anfang an widersetzte sich Asch auch bei Folkways Records entschieden jeglicher Kommerzialisierung. Dies nicht zuletzt, weil er und seine Partnerin sich darüber im Klaren waren, dass sie und ihr kleiner Mitarbeiterstab mit der Betreuung von Stars überfordert waren. Bei der Auswahl der Künstler standen daher nicht Verkaufszahlen oder ein möglichst großer, finanzieller Gewinn im Vordergrund. Stattdessen konzentrierte man sich darauf, ein möglichst umfassendes Spektrum von Musik, Tönen und Klängen aufzunehmen. So findet sich bei der heute noch bestehenden Plattenfirma neben der Musik von John Cage und Henry Cowell die Dichtung von Langston Hughes ebenso wie Bluegrassmusik, die letzten Einspielungen von Selknamgesängen und Aufnahmen griechischer Literatur, gelesen in der antiken, griechischen Sprache.
Mit diesem Programm ließ sich nicht das große Geld verdienen und Asch stand auch mit Folkways fast regelmäßig am Rande des Ruins. 1970 waren die Finanzprobleme so weit gediehen, dass der ganze bis dahin erarbeitete Folkways-Katalog in die Hände von Scholastic Books überging. Asch verbrachte den Rest seines Lebens damit, seine Schulden bei Scholastic abzuzahlen. Im Gegenzug blieb er der alleinige Inhaber von Folkways Records.
1985 hatte er alle Rechte an seiner Plattenfirma wieder zurück erworben. In weiterer Folge gelang es ihm nach langen Verhandlungen, Folkways Records in vollem Umfang an die Smithsonian Institution zu verkaufen, die das Plattenlabel 1987 endgültig übernahm.

### Tod und Erbe
Moses Asch, der Folkways Records bis zuletzt leitete, verstarb am 19. Oktober 1986 in New York.
In all den Jahren seiner Tätigkeit als Plattenproduzent hatten Asch sein Enthusiasmus für kaum bekannte und wenig beachtete Musik einerseits und zum anderen seine gleichermaßen enthusiastische Kundschaft das Überleben gesichert. Nach dem Verkauf von Folkways Records war er in der Lage, seiner Familie ein substanzielles, finanzielles Erbe zu hinterlassen, während die USA durch ihn in den Besitz eines einmaligen kulturellen Erbes gelangten.